# Muzeum města Gdyně
Muzeum města Gdyně, polsky Muzeum Miasta Gdyni, kašubsky Mùzeum Gardu Gdini, je muzeum, které se nachází na adrese Zawiszy Czarnego 1 ve čtvrti Kamienna Góra města Gdyně v Pomořském vojvodství v severním Polsku.

## Další informace
Městské muzeum Gdyně vystavuje expozice týkající se historie Gdyně a života v ní se stálou expozicí s názvem „Gdynia Dzieło Otwarte“. V muzeu jsou i příležitostné výstavy a muzejní obchod. Nová moderní budova muzea byla otevřená v roce 2007. Vstup do muzea je zpoplatněn.

## Galerie

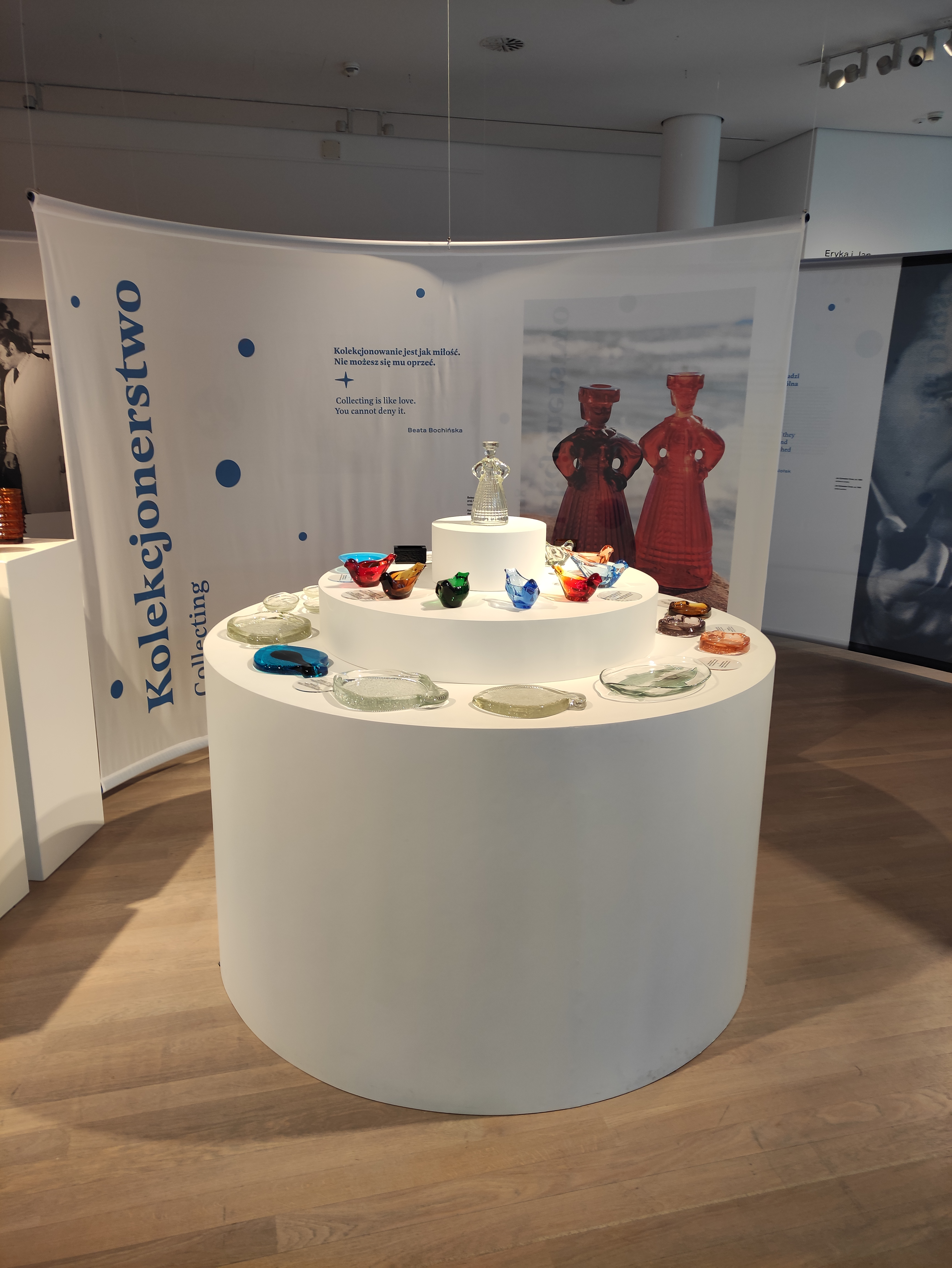
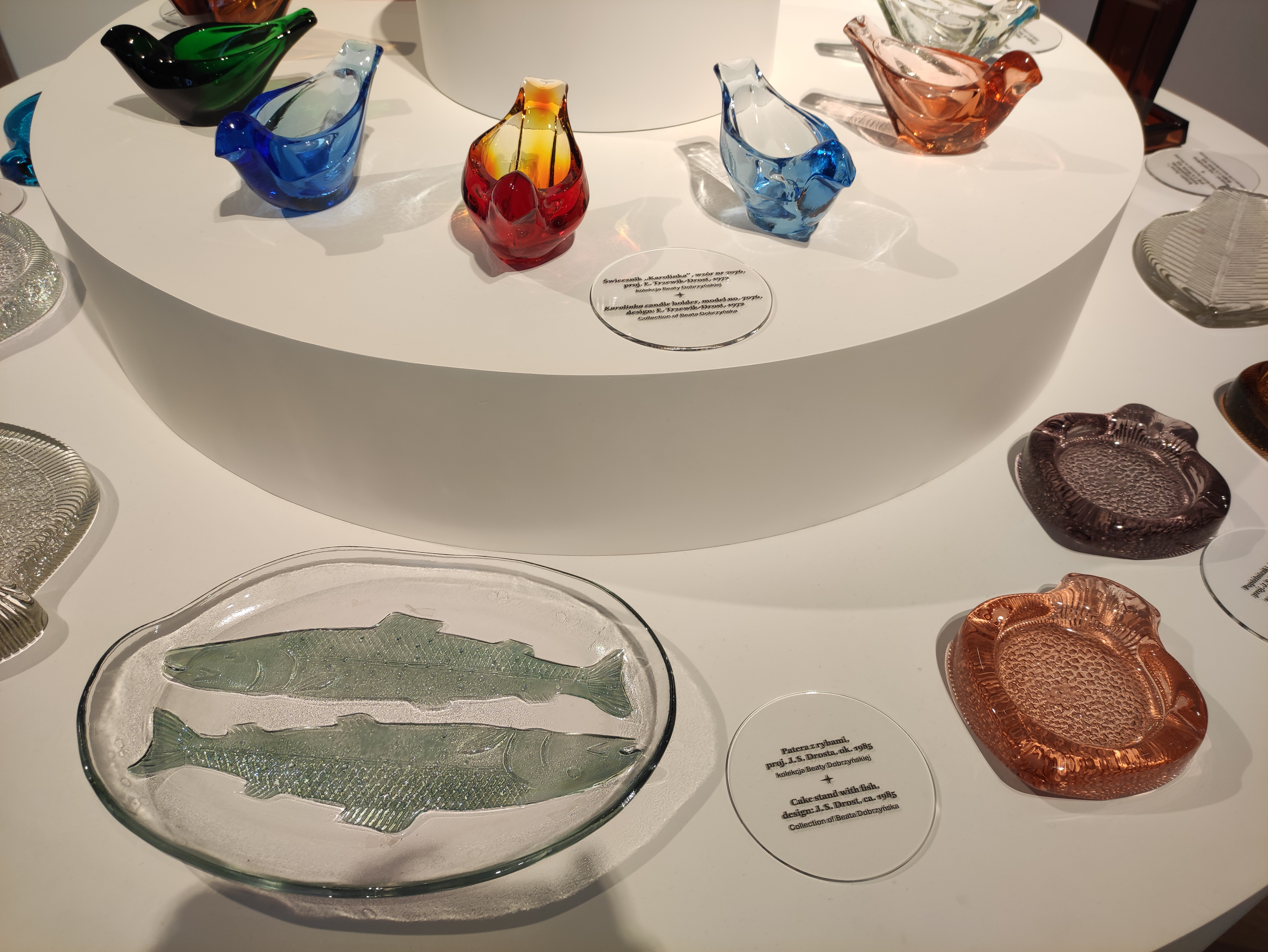
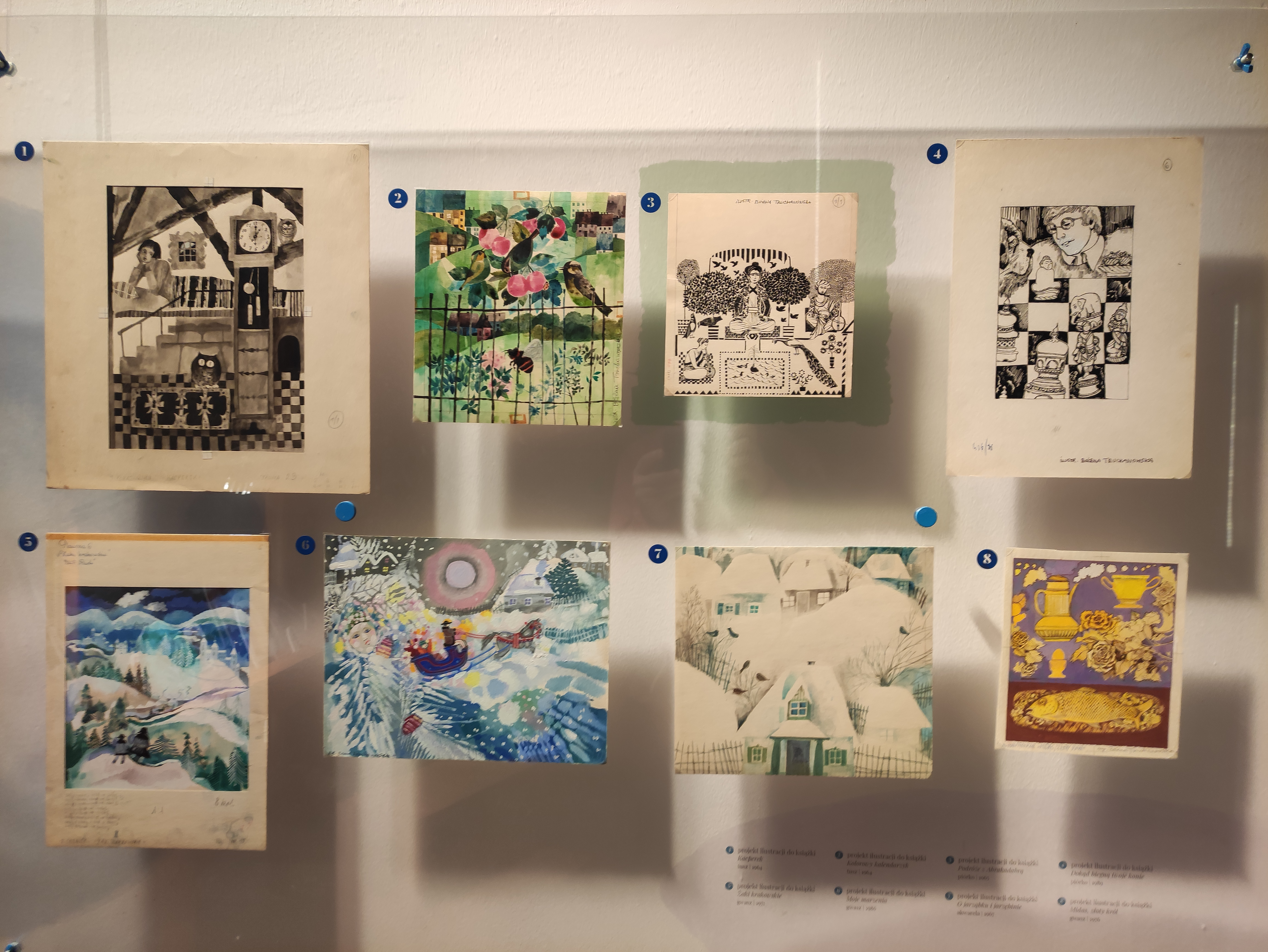
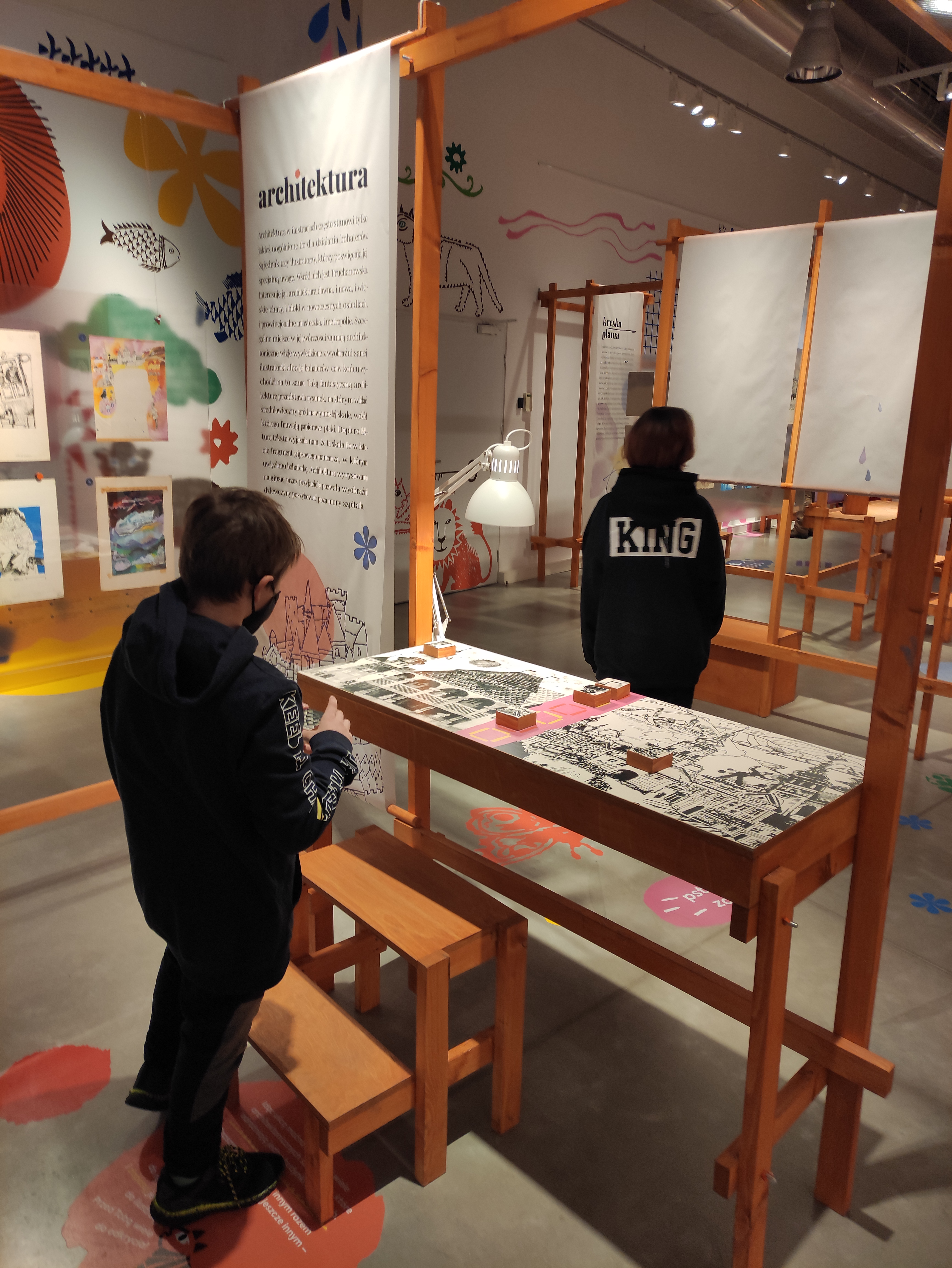
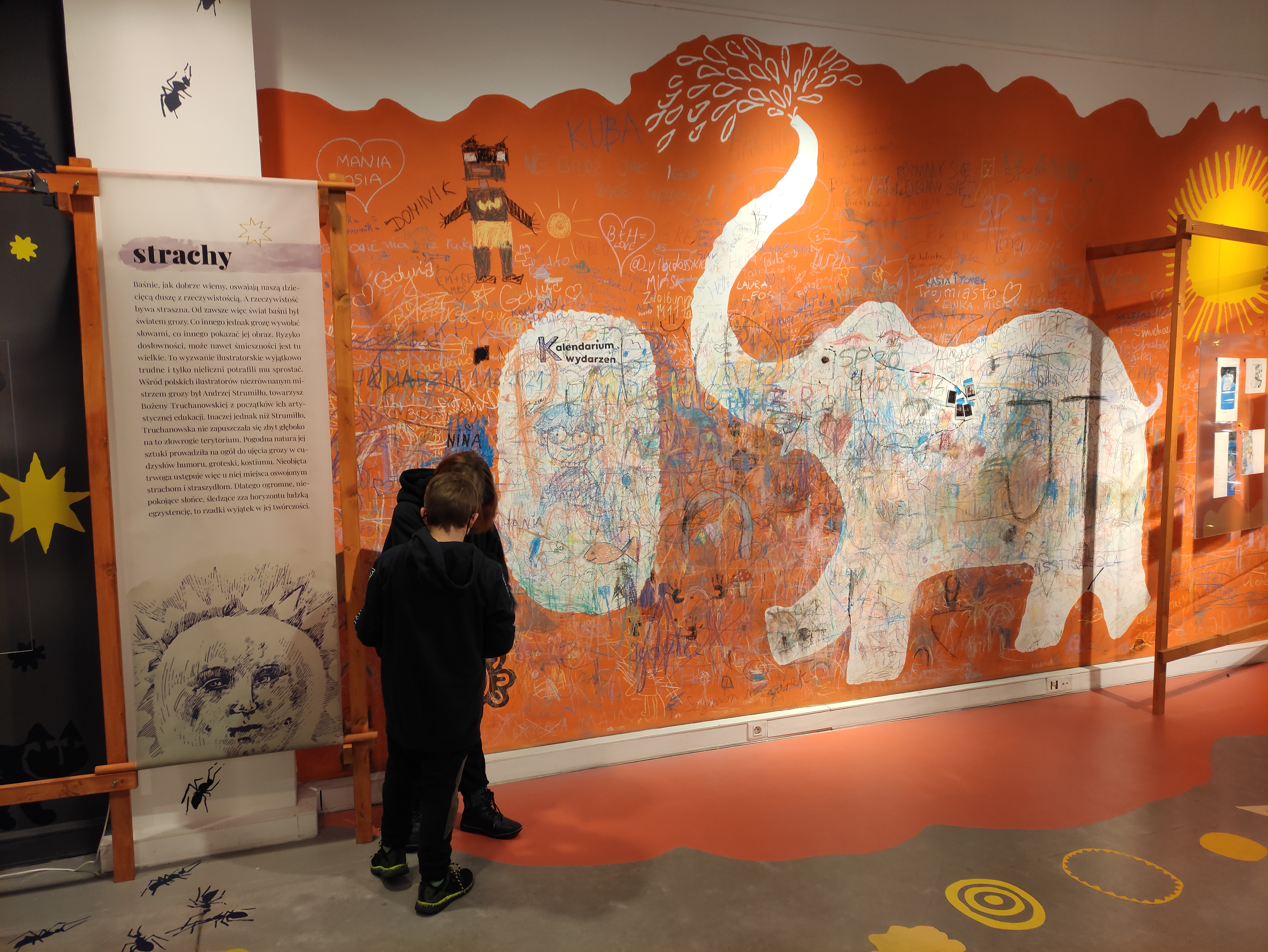
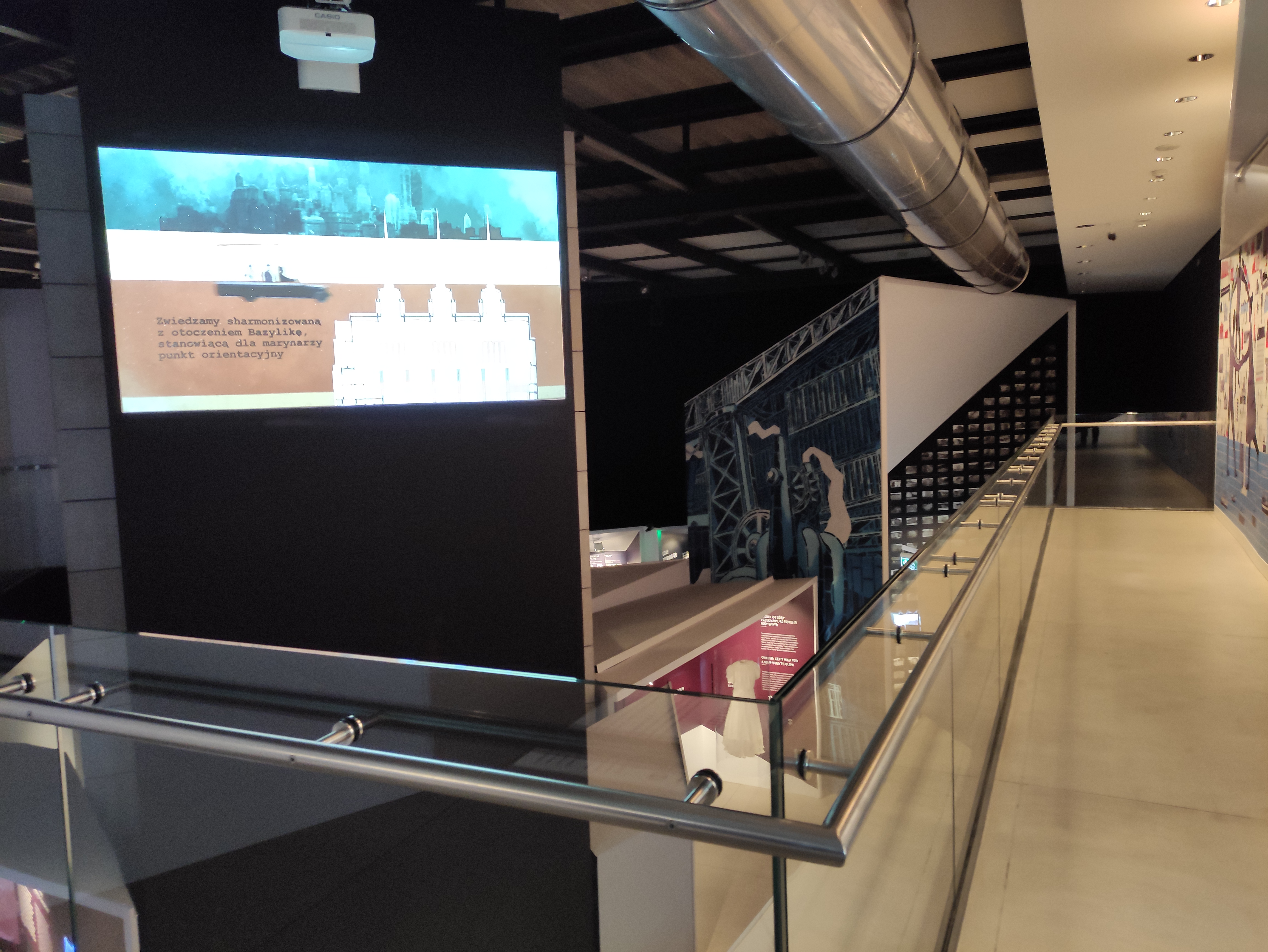